# Chuangzi-nu

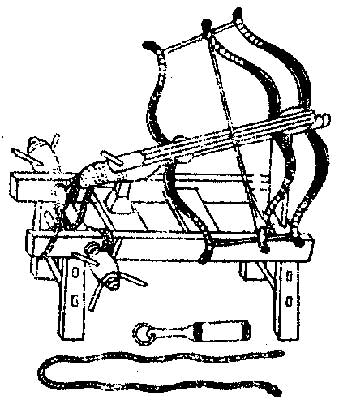
Tekening van een chuangzi-nu.

De chuangzi-nu, voluit sangong chuangzi-nu 三弓床子弩 , is een Chinees belegeringswapen. De chuangzi-nu is een kruisboog (弩 "kruisboog") met drie composietbogen (三弓 "drie boog") die op een houten onderstel (床子 "onderliggend bed") is gemonteerd. De chuangzi-nu is net als alle andere artilleriewapens uit de oudheid en vroege middeleeuwen een katapult; een wapen dat gebruikmaakt van mechanische energie om projectielen weg te schieten.

## Werking
De chuangzi-nu behoort tot het spangeschut; artilleriewapens die hun schietenergie halen uit de spanning van de boogarm. Een enkele extra lange boogpees werd over de drie bogen getrokken, soms met kleine bronzen katrollen aan de boogeinden. De pijl werd op de boogpees van de middelste boog gelegd. Als het wapen voornamelijk werd gebruikt om lichte pijlen ver weg te schieten werd de derde boog omgedraaid gemonteerd om de terugslag op te vangen. Doordat de potentiële energie in drie bogen werd opgeslagen konden grotere pijlen met aanzienlijk meer kracht verder worden weggeschoten. Het wapen was op een bedvormig affuit geplaatst en werd aangespannen met een windas die in de zware horizontale balken van het onderstel was geplaatst.

## Geschiedenis

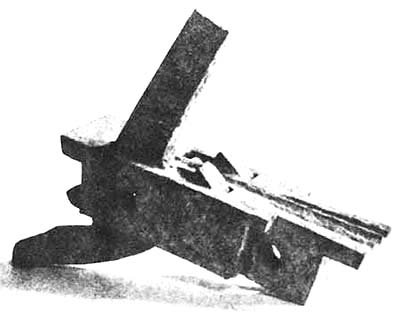
Opgegraven bronzen trekkermechanisme van een Chinese belegeringsboog, waarschijnlijk van een shoushe-nu of chuangzi-nu.

Nadat rond 600 v.Chr. in Lu (China) de eerste kruisbogen waren uitgevonden ontwikkelde men in de 4e eeuw v.Chr. een artilleriekruisboog, de jiaoche-nu. Deze eerste Chinese artillerieboogwapens werden op borstweringen geplaatst en had enkel een verdedigende functie. De eerste spanboogkatapulten hadden een enkele boog, maar mogelijk al in de 1e eeuw of waarschijnlijker in de 5e eeuw werd de zwaardere shoushe-nu met twee composietbogen uitgevonden. Waarschijnlijk kort daarna ontwikkelde men de chuangzi-nu, een artillerieboogwapen met drie bogen. De chuangzi-nu werd als belegeringswapen en ook als verdedigingswapen ingezet.
De Mongoolse veroveraar Hulagu zou een dergelijk wapen op de Chinezen hebben buitgemaakt en dit in Perzië tijdens de belegering van Alamoet in 1256 hebben gebruikt. Dit boogwapen werd kāmān-i-gāw "ossenboog" genoemd en zou het onvoorstelbare bereik van 2500 voet (meer dan 760 meter) hebben gehad. Mogelijk werden door de boog primitieve raketten afgevuurd om een zo grote afstand te kunnen overbruggen.
In het oude Griekenland loste men de vraag naar krachtigere wapens op een andere manier op: nadat rond 400 v.Chr. zware composietboogwapens zoals de gastraphetes en oxybeles waren uitgevonden werd rond 340 v.Chr. het technisch zeer vooruitstrevende torsiegeschut ontwikkeld. Torsie-artilleriewapens zoals de ballista en onager zouden in het westen tot de val van het West-Romeinse Rijk in 476 de belangrijkste artilleriewapens in de Romeinse legioenen zijn.